# Водингтон (Њујорк)
Водингтон (енгл. Waddington) град је у америчкој савезној држави Њујорк.

## Демографија
По попису из 2010. године број становника је 972, што је 49 (5,3%) становника више него 2000. године.
| Група             | 2000.       | 2010.       |
| Белци             | 913 (98,9%) | 946 (97,3%) |
| Афроамериканци    | 0 (0,0%)    | 5 (0,5%)    |
| Азијати           | 0 (0,0%)    | 1 (0,1%)    |
| Хиспаноамериканци | 2 (0,2%)    | 5 (0,5%)    |
| Укупно            | 923         | 972         |